# Cantó de Cruseilles
El cantó de Cruseilles és un cantó francès del departament de l'Alta Savoia, situat al districte de Saint-Julien-en-Genevois. Té 11 municipis i el cap és Cruseilles.

## Municipis
- Allonzier-la-Caille
- Andilly
- Cercier
- Cernex
- Copponex
- Cruseilles
- Menthonnex-en-Bornes
- Le Sappey
- Saint-Blaise
- Villy-le-Bouveret
- Vovray-en-Bornes

| Data d'elecció                           | Identitat         | Partit             | Qualitat |
| ---------------------------------------- | ----------------- | ------------------ | -------- |
| 1945-19..                                | M. Piaget         | Divers droite      |          |
| 19..-1958                                | M. Fournier       | MRP                |          |
| 1958-1970                                | M. Deshusses      | Divers droite      |          |
| 1970-2001                                | Bernard Pellarin  | RI, després UDF-PR |          |
| 2001-                                    | Jean-Loup Galland | Divers droite      |          |
| les dades anteriors no són pas conegudes |                   |                    |          |